# هوارد مايكلز
هوارد مايكلز (بالإنجليزية: Howard Michaels)‏ هو شخصية أعمال أمريكي، ولد في 3 نوفمبر 1955، وتوفي في 21 سبتمبر 2018.